# Krzywa obojętności

Przykład typowych krzywych obojętności. Krzywa I_{1} odpowiada kombinacjom dóbr o najniższej użyteczności całkowitej, a krzywa I_{3} kombinacjom dóbr o najwyższej użyteczności całkowitej.

Krzywa obojętności – zbiór takich kombinacji dóbr i usług, które sprawiają konsumentowi jednakowe zadowolenie, czyli dostarczają mu takiej samej użyteczności całkowitej. 
W ekonomii krzywa obojętności łączy punkty na wykresie, które reprezentują różne ilości dwóch dóbr, między którymi konsument jest obojętny. Oznacza to, że dowolne kombinacje dwóch produktów wskazanych przez krzywą zapewnią konsumentowi równe poziomy użyteczności, a konsument nie będzie preferował jednej kombinacji lub pakietu towarów w stosunku do innej kombinacji na tej samej krzywej. Są to również kombinacje dóbr zapewniające jednakową użyteczność. Innymi słowy, krzywa obojętności jest to zbiór różnych punktów ukazujących kombinacje dwóch dóbr, które zapewniają konsumentowi tę samą użyteczność. Użyteczność jest więc pewnym narzędziem reprezentującym preferencje, a nie czynnikiem stwarzającym je. głównym zastosowaniem krzywych obojętności jest reprezentowanie potencjalnie obserwowalnych wzorców popytu dla indywidualnych konsumentów w odniesieniu do koszyka towarów.
Istnieje nieskończenie wiele krzywych obojętności: jedna przechodzi przez każdą kombinację. Zbiór (wybranych)  krzywych obojętności, zilustrowany graficznie, jest nazywany mapą obojętności.
Zazwyczaj zakłada się, że krzywe obojętności posiadają następujące właściwości:
- są ujemnie nachylone, co ma miejsce jeżeli żadne z dóbr nie jest niepożądane,
- spłaszczają się w miarę przesuwania się po nich w prawo, co ma miejsce jeżeli zachodzi prawo malejącej krańcowej stopy substytucji,

Ponieważ krzywa po prawej stronie jest bardziej pożądana od krzywej po stronie lewej (gdyż posiada wyższą użyteczność całkowitą), krzywe nie mogą się przecinać na mapie preferencji.

## Historia
Teorię krzywych obojętności opracował Francis Ysidro Edgeworth, który wyjaśnił w swojej książce z 1881 r. matematykę niezbędną do ich rysowania; później Vilfredo Pareto był pierwszym autorem, który faktycznie narysował te krzywe, w swojej książce z 1906 r.Teorię można wyprowadzić z porządkowej teorii użyteczności Williama Stanleya Jevonsa, która zakłada, że jednostki zawsze mogą uszeregować dowolne koszyki dóbr według kolejności preferencji. 

## Mapa i właściwości krzywych obojętności
Wykres krzywych obojętności dla kilku poziomów użyteczności indywidualnego konsumenta nazywa się mapą obojętności. Punkty dające różne poziomy użyteczności są powiązane z odrębnymi krzywymi obojętności, a te krzywe na mapie obojętności są jak linie konturowe na wykresie topograficznym czy izolinie na mapie ukształtowania terenu. Każdy punkt na krzywej reprezentuje tę samą wysokość. Jeśli zejdzie się „z” krzywej obojętności podróżującej w kierunku północno-wschodnim (zakładając dodatnią marginalną użyteczność dla towarów), to zasadniczo wspina się na kopiec użyteczności. Im wyższy poziom, tym wyższy poziom użyteczności. Wymóg braku nasycenia oznacza, że nigdy nie osiągnie się „szczytu” ani „punktu błogości”, pakietu konsumpcyjnego, który jest preferowany od wszystkich innych.
Krzywe obojętności są zwykle przedstawiane jako:
1.      Zdefiniowane tylko w nieujemnej ćwiartce ilości towarów (tj. Możliwość wystąpienia ujemnych ilości dowolnego towaru jest ignorowana).
2.      Ujemnie nachylone – oznacza to, że wraz ze wzrostem ilości konsumowanego jednego towaru (X) całkowita satysfakcja wzrośnie, jeśli nie zostanie zrekompensowana spadkiem ilości konsumowanej drugiego towaru (Y). Równolegle wykluczone jest nasycenie, tak że więcej z jednego dobra (lub obu) jest jednakowo preferowane zamiast żadnego wzrostu. (Jeśli użyteczność U = f (x, y), U, w trzecim wymiarze, nie ma lokalnego maksimum dla żadnych wartości x i y.) Ujemne nachylenie krzywej obojętności odzwierciedla założenie monotoniczności preferencji konsumenta, który generuje monotonicznie rosnące funkcje użyteczności oraz założenie o niezadowoleniu (użyteczność krańcowa dla wszystkich towarów jest zawsze dodatnia); nachylona w górę krzywa obojętności oznaczałaby, że konsument jest obojętny między koszykiem A i innym koszykiem B, ponieważ leżą na tej samej krzywej obojętności, nawet w przypadku, gdy ilość obu towarów w koszyku B jest wyższa. Ze względu na monotoniczność preferencji i brak nasycenia pakiet z większą ilością obu towarów musi być preferowany z koszykiem z mniejszym z nich obu, dlatego pierwszy pakiet musi dawać wyższą użyteczność i leżeć na innej krzywej obojętności na wyższym poziomie użyteczności. Ujemne nachylenie krzywej obojętności oznacza, że krańcowa stopa podstawienia jest zawsze dodatnia;
3.       Kompletne, tak że wszystkie punkty na krzywej obojętności są równo preferowane i bardziej lub mniej preferowane niż każdy inny punkt poza krzywą. Tak więc, w przypadku (2) żadne dwie krzywe nie mogą się przecinać (w przeciwnym razie naruszono by nienasycenie);
4.       Przechodnie w odniesieniu do punktów na wyraźnych krzywych obojętności. Oznacza to, że jeśli każdy punkt na I2 jest ściśle preferowany względem każdego punktu na I1, a każdy punkt na I3 jest preferowany względem każdego punktu na I2, każdy punkt na I3 jest preferowany względem każdego punktu na I1. Ujemne nachylenie i przechodniość wykluczają krzyżowanie się krzywych obojętności, ponieważ proste od początku po obu stronach miejsca, w którym się krzyżowały, dawałyby przeciwne i nieprzechodnie rankingi preferencji;
5.       Ściśle wypukłe. W przypadku (2) preferencje wypukłe sugerują, że krzywe obojętności nie mogą być wklęsłe względem początku, tj. Będą albo liniami prostymi, albo wybrzuszonymi w kierunku początku krzywej obojętności. Jeśli tak jest, to gdy konsument zmniejsza zużycie jednego towaru w kolejnych jednostkach, konieczne są kolejno większe dawki drugiego towaru, aby utrzymać satysfakcję na niezmienionym poziomie.

## Nachylenie krzywej
Nachylenie krzywej dostarcza informacji na temat krańcowej stopy substytucji, czyli mówi jaką ilość dobra znajdującego się na osi Y konsument jest gotowy wymienić na dobro znajdujące się na osi X.
- Jeżeli krzywa jest stroma, to krańcowa stopa substytucji jest wysoka. Oznacza to, że konsument jest gotowy zamienić dużą ilość dobra Y na małą ilość dobra X.
- Jeżeli krzywa jest płaska, to krańcowa stopa substytucji jest niska. Oznacza to, że konsument jest gotowy zamienić małą ilość dobra Y na dużą ilość dobra X.

## Założenia preferencji konsumenckich
I Preferencje są kompletne. Konsument sklasyfikował wszystkie dostępne alternatywne kombinacje towarów pod względem satysfakcji, jaką mu zapewniają.
Załóżmy, że istnieją dwa koszyki dóbr konsumpcyjnych A i B, z których każdy zawiera dwa towary x i y. Konsument może jednoznacznie ustalić, że zachodzi jedna i tylko jedna z następujących sytuacji:
– A jest preferowane bardziej niż B, A p B;
– B jest preferowane bardziej niż A, B p A;
– A jest obojętne w stosunku do B, A I B.
Ten aksjomat wyklucza możliwość, że konsument nie może podjąć decyzji. Zakłada, że konsument jest w stanie dokonać tego porównania w odniesieniu do każdego możliwego zestawu towarów.
II Preferencje są zwrotne
Oznacza to, że jeśli A i B są identyczne pod każdym względem, konsument to zauważy i będzie obojętny względem A i B.
– A = B ⇒ A I B
III Preferencje są przechodnie
– jeśli A p B oraz B p C, to A p C;
– a także jeśli A I B oraz B I C, to A I C.
Jest to założenie dotyczące spójności.
IV Preferencje są ciągłe
– jeśli A jest preferowane od B oraz C jest wystarczająco zbliżone do B to A jest preferowane od C;
– A p B oraz C → B ⇒ A p C.
„Ciągły” oznacza nieskończenie podzielny – tak jak istnieje nieskończenie wiele liczb od 1 do 2, wszystkie pakiety są nieskończenie podzielne. To założenie sprawia, że krzywe obojętności są ciągłe.
V Preferencje wykazują silną monotoniczność
– Jeśli A ma więcej zarówno x oraz y niż B, wówczas A jest preferowane od B.
To założenie jest powszechnie nazywane założeniem „im więcej, tym lepiej”.
Alternatywna wersja tego założenia zakłada, że jeśli A i B mają taką samą ilość jednego towaru, ale A ma więcej tego drugiego, wówczas A jest preferowane zamiast B.
Oznacza to również, że towary są raczej dobre niż złe. Przykładami złych towarów mogą być choroby, zanieczyszczenia itp., Ponieważ zawsze pragniemy mniej takich rzeczy.
VI Krzywe obojętności wykazują malejące krańcowe stopy substytucji
– Krańcowa stopa substytucji mówi, ile „y” osoba jest gotowa poświęcić, aby uzyskać jeszcze jedną jednostkę „x”;
– To założenie zapewnia, że krzywe obojętności są ciągłe i wypukłe do początku.
– To założenie wyznaczyło również etap stosowania technik ograniczonej optymalizacji, ponieważ kształt krzywej zapewnia, że pierwsza pochodna jest ujemna, a druga dodatnia.
– Inną nazwą tego założenia jest założenie zastąpienia. Jest to najbardziej krytyczne założenie teorii konsumentów: konsumenci są gotowi zrezygnować z jednego dobra, aby uzyskać więcej drugiego. Fundamentalne twierdzenie jest takie, że istnieje maksymalna kwota, którą „konsument zrezygnuje z jednego towaru, aby otrzymać jedną jednostkę innego towaru, w takiej ilości, która pozostawi konsumenta obojętnym między nową a starą sytuacją”. Ujemne nachylenie krzywych obojętności reprezentuje gotowość konsumenta do dokonania kompromisu.